# Blasy József
Blasy József (Lest, 1813. február 25. – Vásárút, 1879. május 24.) katolikus pap.

## Élete
Pozsonyi plébános és szentszéki ülnök volt. 1865-ben lett címzetes kanonok és galgóci esperes, 1879-ben szekszárdi apát. 1857-ben szlovák nyelven jelentetett meg egy rövid, teológiai tárgyú munkát.